# 陳朝駿
陳朝駿（1886年5月6日—1923年7月11日），字選軒，福建廈門人，臺北大稻埕地區的茶商，並曾任臺北茶商公會幹事長。位於臺北市立美術館旁的臺北故事館原是他所有的「圓山別莊」。

## 生平
陳朝駿父親陳玉露在1886年（光緒12年）於印尼爪哇建立了「義裕茶行」，推銷福建包種茶，之後到臺灣又設立永裕茶行。陳朝駿出生於1886年5月6日，1900年（明治33年）隨父來臺，接掌大稻埕「永裕茶行」。
作家陳柔縉指出，陳朝駿被提起的功蹟，一直是錯引1974年《工商時報》的報導，誤指他和吳文秀、郭春秧代表台灣茶商去巴黎參加了1900年世界博覽會，其實那一年僅吳文秀一人去巴黎。
1912年5月，時任茶商公會幹事長的陳玉露在印尼病逝；6月，陳朝駿世襲替父親出任幹事長，兩年後，被推為公會會長，同年圓山別莊落成。1916年（大正5年）他與李景盛、李延禧等人發起成立新高銀行，總行設於大稻埕。
陳朝駿嗜酒，一天可把兩瓶威士忌喝個精光，一個月的酒錢超過一千日圓，有「非常の酒豪」之稱，損及健康。1923年，擔任台北州協議會議員期間，在7月11日逝世於圓山別莊，並受官方敘予正七位。